# 伊東宣明
伊東宣明（いとう のぶあき、1981年〈昭和56年〉10月17日 - ）は、日本の美術家、展覧会企画者。名古屋文理大学 助教。主な専門分野に、現代美術、映像表現、障害のある人の創作活動、展覧会企画。

## 経歴

### 学歴
奈良県奈良市生まれ。

2006年、京都造形芸術大学（現・京都芸術大学）映像・舞台芸術学科　卒業。

2009年、京都市立芸術大学大学院絵画 （造形構想）専攻　修了。

2016年、京都市立芸術大学大学院美術研究科 メディア・アート専攻 （博士後期課程） 修了・博士（美術）学位取得。学位論文に『「フィクションの融解」「フィクションによる割れ」―美術家による制作者のための実践と研究』がある。

### 職歴
2016年 - 2019年

京都造形芸術大学　ARTZONE職員

2019年 - 2023年

特定非営利活動法人 障碍者芸術推進研究機構　プログラムディレクター

2019年 - 2023年

京都芸術大学（旧名：京都造形芸術大学）非常勤講師（映像制作実習・映像史）

## 主な展覧会歴

### 個展
2022年
6月25日 - 7月24日

《人の写真／糞と花》 - WAITINGROOM（東京）

5月14日 - 7月18日 

《FOCUS#4 伊東宣明「時は戻らない」》 - 京都芸術センター（京都）
2020年
12月12日 - 12月27日

《されど、死ぬのはいつも他人ばかり》 - THE 5TH FLOOR（東京）
2018年
9月15日 - 10月14日

《フィクション／人生で一番美しい》 - WAITINGROOM（東京）

5月30日 - 6月15日

《人生で一番美しい》 - 同志社女子大学ギャラリー（京都）
2017年
12月12日 - 12月24日

《生きている／生きていない 2012-2017》 - ギャラリー16（京都）
2016年
11月26日 - 12月25日

《アートと芸術家》 - WAITINGROOM（東京）
2015年
2月3日 - 4月5日

《APMoA Project, ARCH vol. 13：伊東宣明「アート」》 - 愛知県美術館（愛知）

### 主なグループ展
2021年
12月3日 - 12月26

《Over the fence》 - コートヤードHIROO（東京）
2020年
10月9日 - 11月15日

《10TH》 - WAITINGROOM（東京）
2018年
6月8日 - 7月1日

《CANCER THE MECHANISM OF RESEMBLING》 - EUKARYOTE（東京）

2017年
11月18日 - 12月17日
《NEWSPACE》 - WAITINGROOM（東京）

10月23日 - 10月29日

奈良県立大学 現代アート展《船／橋 わたす　FUNAHASHI WATASU》 - 奈良県立大学（奈良）

7月20日 - 8月31日

《第3回牛窓・亜細亜藝術交流祭》 - 岡山県瀬戸内市尻海地区（岡山）

2015年
2015年11月27日 - 2016年1月10日

トーキョーワンダーサイト 平成27年度二国間交流事業プログラム《GRAVEDAD CERO》 - Matadero Madrid（マドリード・スペイン）

3月7日 - 5月10日

《Still moving @KCUA》 - 京都市立芸術大学ギャラリー@KCUA

2014年
8月17日 - 9月15日

《牛窓・亜細亜藝術交流祭》 - 岡山県瀬戸内市牛窓地域
（牛窓オリーブ園、牛窓シーサイドホール、岡山県立邑久高等学校、国立療養所長島愛生園、国立療養所邑久光明園、瀬戸内市立美術館、夢二生家・少年山荘（夢二郷土美術館分館））

2013年
《おおがきビエンナーレ2013》 - 情報科学芸術大学院大学 IAMAS（岐阜）　

## 過去のキュレーション
2022年
11月19日 - 12月4日

《第10回天才アート展2022「オープン・スタジオ」》 - 天才アートKYOTO (京都)

10月1日 - 11月6日

《京セラギャラリー 2022年秋季特別展「細部に宿る」》 京セラギャラリー(京都)

2021年
9月25日- 10月10日

《第9回天才アート展2021「オープン・スタジオ」》 - 天才アートKYOTO (京都)

2020年
12月9日 - 12月13日

《CONNECT⇄ こねこねコネクトつながる世界》 - 京都市国際交流会館(京都)

11月14日- 11月23日

《第2回京都市障害者芸術作品展「ウチからソトへ、ソトからウチへ」》 - 堀川御池ギャラリー(京都)

2019年
11月16日- 11月24日

《第1回京都市障害者芸術作品展「いんぷっと/あうとぷっと」》 - 堀川御池ギャラリー(京都)

## 主な展覧会企画・共同企画
2018年
4月21日 - 5月8日

品川美香＋檜皮一彦 《inner space colony》 - ARTZONE(京都)

2017年
8月18日 - 9月18日

Part-time Suite個展 《私を待って、墜落する飛行船の中で。/Wait for Me in a Crashing Airship 》(レジデンス招聘) - ARTZONE(京都)

2月4日 - 2月26日

Part-time Suite個展《不動産のバラード》(レジデンス招聘) - ARTZONE(京都)

4月29日 - 5月7日

西尾美也《纏わり着く》 - ARTZONE(京都)

6月10日 - 6月25日

Houxo Que個展《SHINE》 - ARTZONE(京都)

## 掲載情報
松谷 容作著 「日本の現代アートにおける重ね合わせの映像についての一考察 ─ 山城知佳子《あなたの声は私の喉を通った》（2009）と伊東宣明《死者／生者》（2009）を例として─ 」